# Pervi Kanal
Pervi Kanal (rus: Первый канал, AFI [ˈpʲɛrvɨj kɐˈnaɫ], en català Primer canal o Canal 1 Rússia) és el primer canal de televisió de Rússia, fins al 2002 anomenat Televisió Pública Russa (Общественное Российское Телевидение, Obxtxéstvennoe Rossiiskoe
Televídenie), ORT. La cadena és de titularitat pública, tot i que té accionariat privat i funciona com una cadena generalista. Va pertànyer a la UER entre 1993 i 2022, i la seva seu se situa a la Torre Ostankino de Moscou.

## Història
Els orígens d'aquest canal es troben en la Televisió Central Soviètica, quan el 22 de març de 1951 es va inaugurar el primer canal amb cobertura completament nacional, que poc després va passar a ser conegut popularment com el Primer Canal. El 1991, després del col·lapse de l'URSS, els mitjans de comunicació entren en un procés accelerat de transformació i es liberalitza el mercat televisu. Així, el 1994 el govern decretà la semiprivatització del primer canal rus, per a la millora en l'explotació i la seva xarxa de difusió, a través de la nova Televisió Pública Russa (ORT). La cadena va canviar el seu nom i logotip el 2002, passant a ser Perviy Kanal (Primer Canal).
El 25 de febrer de 2022, a causa de la invasió russa d'Ucraïna, la Unió Europea de Radiodifusió va vetar la participació de Rússia al Festival de la Cançó d'Eurovisió 2022. Així mateix, diverses radiodifusores públiques d'Europa van demanar la UER que suspengués les emissores russes membres de l'organització, i aquesta va establir el 28 de febrer com a data per debatre l'assumpte i prendren una decisió al respecte. No obstant això, van ser les emissores mateixes (VGTRK, Pervi Kanal i Radio Dom Ostankino) les que van abandonar la UER dos dies abans.

## Programació
Perviy Kanal ofereix una programació de marcat caràcter generalista, enfocant-la en l'entreteniment familiar i programes d'actualitat. La cadena s'encarrega de la cobertura d'esdeveniments de renom com retransmissions esportives o el Festival d'Eurovisió, sèries nacionals, i l'adaptació de programes estrangers com American Idol, Supervivents o Qui vol ser milionari?.
Destaca també per la producció de pel·lícules, algunes d'elles internacionals.